# Heinrich Bruhn
Heinrich Bruhn (* 29. Januar 1913 in Nesserdeich, heute Groven, in Norderdithmarschen; † 18. November 1986 in Leipzig) war ein deutscher Journalist.

## Leben
Heinrich Georg Wilhelm Bruhn wurde am 29. Januar 1913 als Kind von Elisabeth Bruhn und Gustav Bruhn in Nesserdeich geboren. 1928 begann er eine kaufmännische Lehre. Ab 1931 arbeitete er als Expedient bei der Deutsch-Russischen Transport- und Handels-AG in Hamburg. 1934 heiratete er Edith Cornehl. Ab 1935 arbeitete er als Transportkontrolleur der Handelsvertretung der Sowjetunion in Hamburg. 1936 wurde er zusammen mit seiner Frau Edith und seiner Mutter wegen Vorbereitung zum Hochverrat verhaftet und in das Gestapogefängnis Fuhlsbüttel gebracht. Nach seiner Haftentlassung 1939 arbeitete er als Expedient bei einer Spedition in Berlin. 1943 wurde er an die Front geschickt und geriet anschließend in Kriegsgefangenschaft. Seine Eltern wurden am 14. Februar 1944 im KZ Neuengamme ermordet.
Nach dem Krieg lebte Heinrich Bruhn in der DDR. Er trat 1945 in die KPD und den FDGB ein. Von 1945 bis 1946 war er Leiter der Betriebspolizei der Mansfeld-Betriebe Hettstedt. Anschließend besuchte er die Landesparteischule der SED Sachsen-Anhalt. 1948 bis 1949 arbeitete er bei der Zeitung Freiheit in Halle (Saale), 1950 als Lehrer an verschiedenen SED-Parteischulen. 
Von 1951 bis 1952 war Heinrich Bruhn Professor für Geschichte der KPdSU an der Philosophischen Fakultät der Universität Leipzig, von 1953 bis 1956 Professor für Geschichte der Russischen Publizistik und der Bolschewistischen Presse an der Philosophischen Fakultät und der Fakultät für Journalistik der Universität Leipzig.
Er war außerdem Abgeordneter der Volkskammer von 1954 bis 1958 und studierte von 1956 bis 1959 Gesellschaftswissenschaften an der Parteihochschule der KPdSU.
Von 1955 bis 1969 war er Professor für Geschichte des Russischen Journalismus an der Fakultät für Journalistik der Universität Leipzig und von 1969 bis 1977 Professor für Geschichte des deutschen Journalismus an der Sektion Journalistik der Universität Leipzig. 1963 erhielt er den Vaterländischen Verdienstorden in Silber, 1973 schließlich in der Gold-Stufe.
Heinrich Bruhn starb am 18. November 1986.

## Auswahl der Publikationen
- (Bearb.) Die deutsche Presse in der Zeit der faschistischen Diktatur, 1933–45, Leipzig 1978.
- (Hrsg.) Bibliographie der Periodika der Deutschen Demokratischen Republik 1945-1976, Leipzig 1977.
- (Hrsg. seit 1969) Beiträge zur Geschichte des deutschen Journalismus, Leipzig.
- (Hrsg.) Karl Marx und Friedrich Engels als Journalisten, Leipzig 1970.

| Personendaten    | Personendaten             |
| ---------------- | ------------------------- |
| NAME             | Bruhn, Heinrich           |
| KURZBESCHREIBUNG | deutscher Journalist      |
| GEBURTSDATUM     | 29. Januar 1913           |
| GEBURTSORT       | Nesserdeich, heute Groven |
| STERBEDATUM      | 18. November 1986         |
| STERBEORT        | Leipzig                   |